# Michael Diamond
Michael Diamond, ps. Mike D (ur. 20 listopada 1965 w Nowym Jorku) – amerykański muzyk, kompozytor, autor tekstów i raper. Członek i założyciel grupy hip-hopowej Beastie Boys. Mike D zajmuje się w zespole rapowaniem, śpiewaniem i grą na perkusji. 
Mike D był założycielem i prezesem wytwórni płytowej Grand Royal Records, własnej wytwórni zespołu Beastie Boys. Wraz z Latch Brothers stworzył ścieżkę dźwiękową do gry Jet Set Radio Future na konsolę Xbox.
Diamond był uczniem Vassar College w Poughkeepsie w stanie Nowy Jork przez sześć miesięcy.
Mike D jest żonaty z Tamrą Davis, reżyserką filmową. Mają razem dwóch synów Skylera i Davisa.
W roku 2016 został producentem brytyjskiej grupy Slaves, zespół wydał album zatytułowany „Take Control”.